# Площа Тертр
Площа Тертр (фр. Place du Tertre), також Площа Пагорба — «серце Монмартра»; площа у вісімнадцятому муніципальному окрузі Парижу, за 200 м на захід від Сакре-Кер. Є одним з найвідвідуваніших місць Парижа.
Основна забудова площі належить до 18 століття. На початку 20 століття тут жили численні художники, такі, як Пабло Пікассо та Моріс Утрілло ; околиці площі Тертр вважалися центром сучасного мистецтва.
Сьогодні на площі Тертр художники і карикатуристи виставляють на продаж (насамперед для туристів) свої роботи. Для цього потрібна концесія Спілки художників, яку дуже важко отримати.
На перших поверхах будинків розташовуються невеликі кафе та ресторани.

## Транспорт
- «Монмартробюс»
- Метро : лінія 12, станція Abbesses

## Галерея

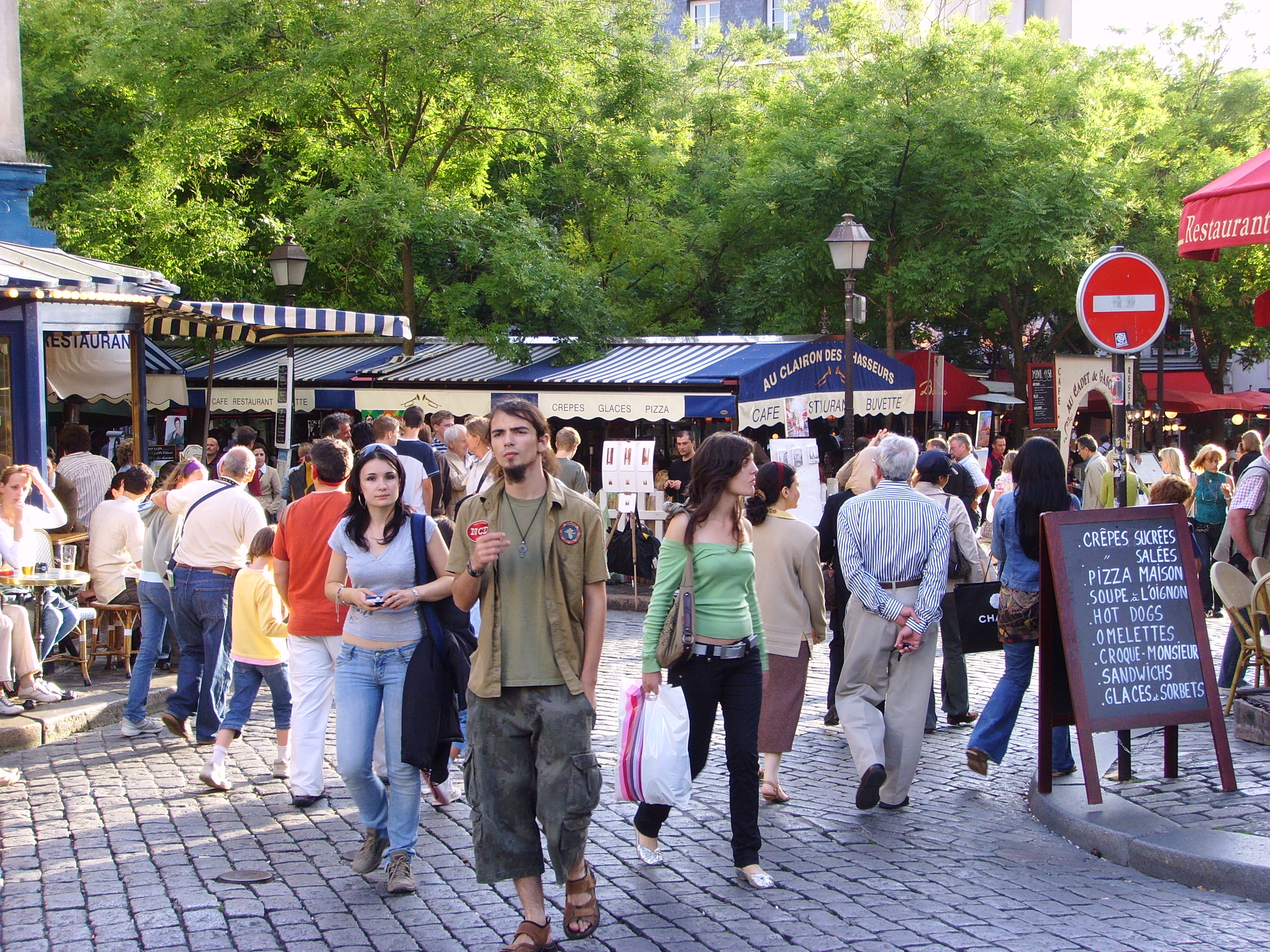
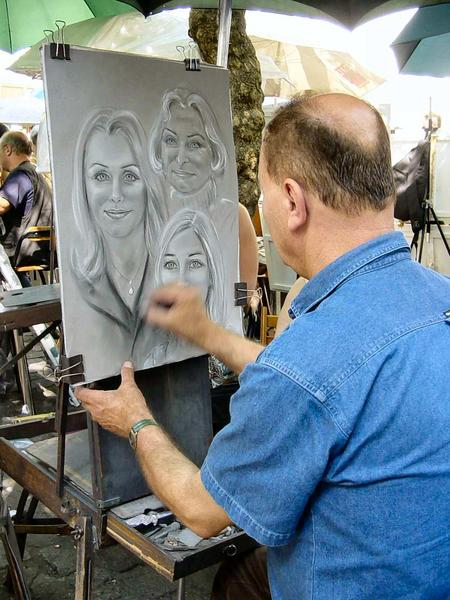
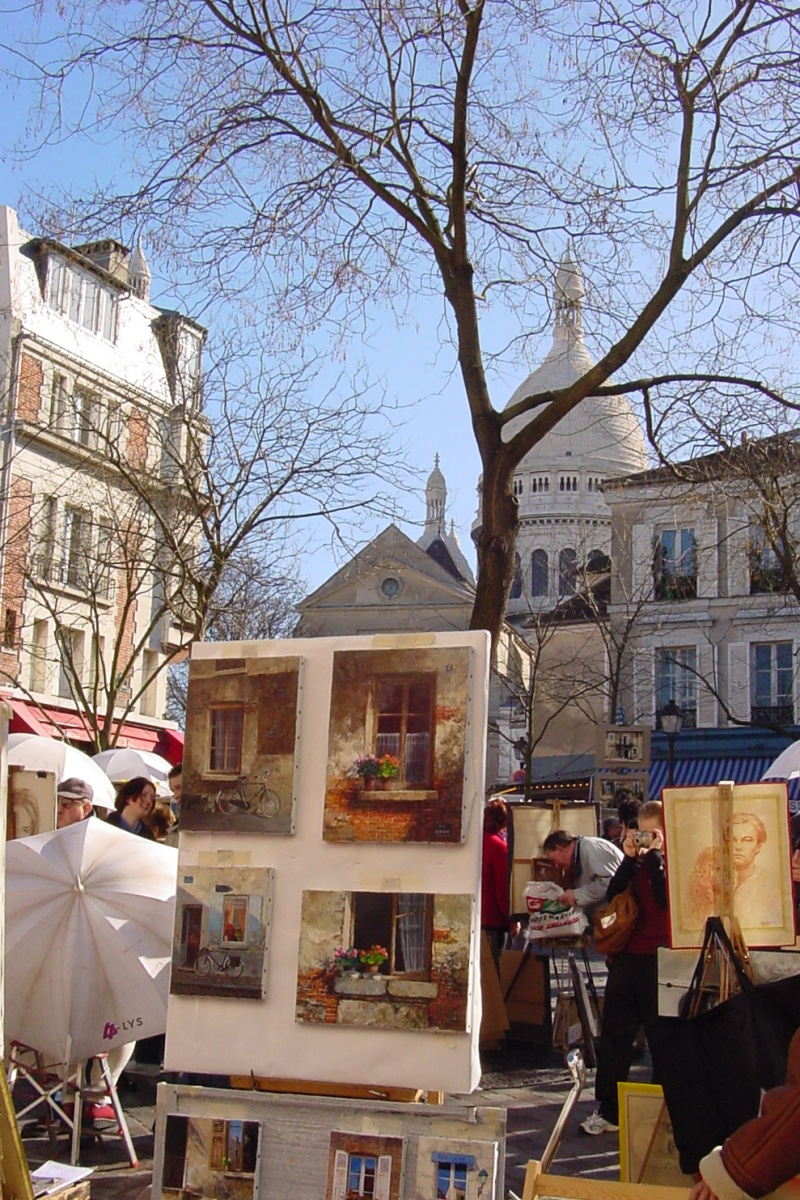
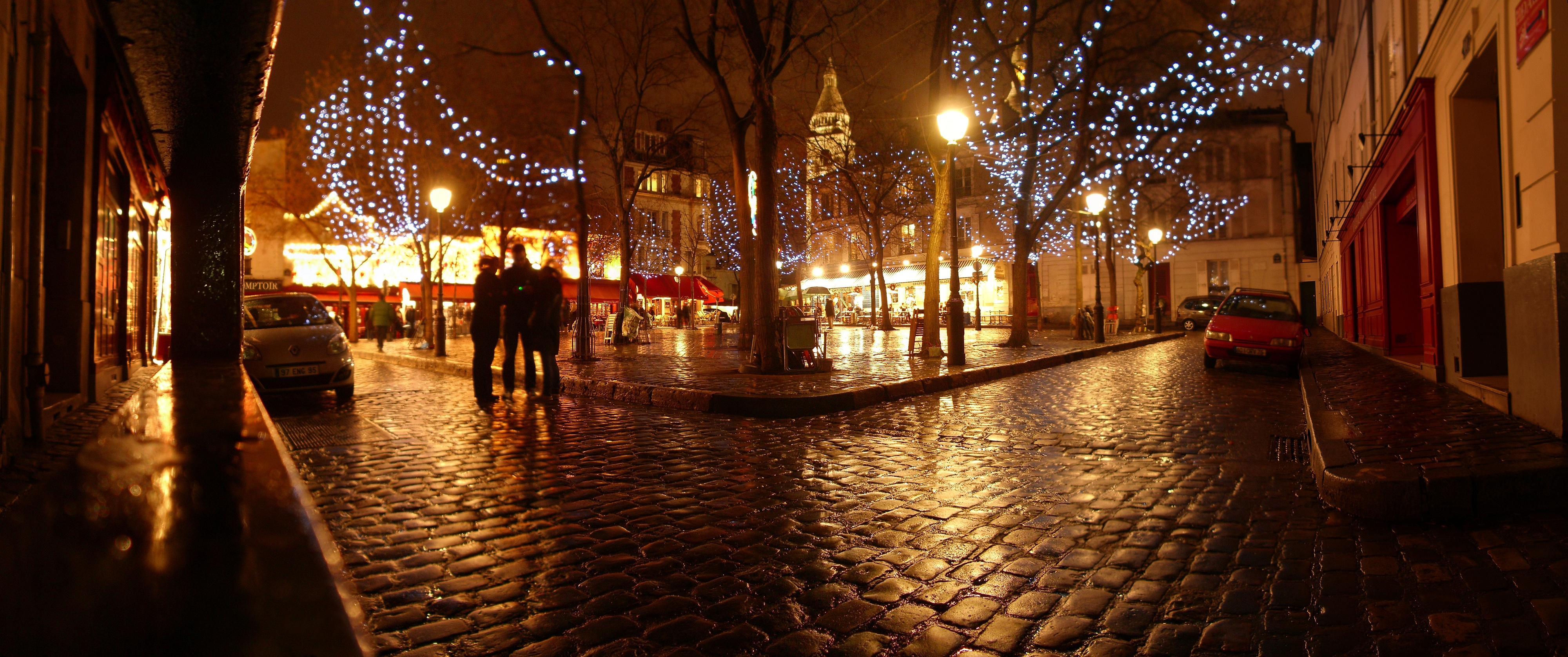